# Dimovo
Dimovo (in bulgaro Димово?) è un comune bulgaro situato nella regione di Vidin di 7 628 abitanti (dati 2009). La sede comunale è nella località omonima.

## Località
Il comune è formato dall'insieme delle seguenti località:
- Arčar
- Bela
- Dălgo pole
- Dăržanica
- Dimovo (sede comunale)
- Gara Orešec
- Izvor
- Janjovec
- Jarlovica
- Karbinci
- Kladorub
- Kostičovci
- Lagoševci
- Mali Drenovec
- Medovnica
- Orešec
- Ostrokapci
- Septemvrijci
- Šipot
- Skomlja
- Vărbovčec
- Vladičenci
- Vodnjanci